# گواهینامه حرفه‌ای اوبونتو

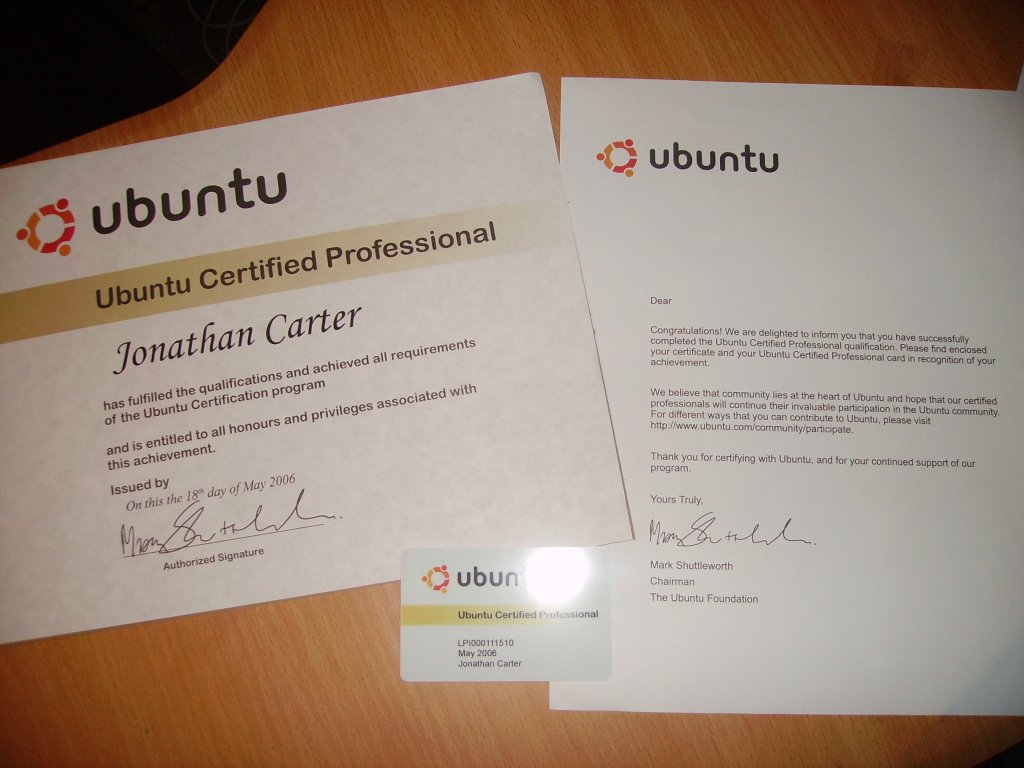
تصویر گواهی‌نامه اوبونتو

گواهینامه حرفه‌ای اوبونتو (به انگلیسی: Ubuntu Professional Certification) که نخستین بار در مه ۲۰۰۶ معرفی شد، یک آزمون مبتنی بر رایانه در مورد سیستم‌عامل اوبونتو بود. گواهی‌نامه توسط ال‌پی‌آی (بنیاد حرفه‌ای لینوکس) اداره می‌شد. این گواهی‌نامه بخشی از ال‌پی‌آی‌سی (گواهینامه مؤسسه تخصصی لینوکس) به عنوان یک آزمون یا واحد اضافه‌شده به گواهی‌نامه‌های ال‌پی‌آی ۱۰۱–۱۱۷ و ال‌پی‌آی ۱۰۲–۱۱۷ بود. رمز آزمون ال‌پی‌آی یوسی‌پی، ال‌پی‌آی ۱۹۹–۱۱۷ بود. شخصی که آزمایش می‌شود باید هر سه آزمون (۱۰۱–۱۱۷، ۱۰۲–۱۱۷ و ۱۹۹–۱۱۷) را پشت سر بگذارد تا یک گواهی‌نامه یوسی‌پی دریافت کند. آزمون‌های ۱۰۱ و ۱۰۲ می‌توانند پس یا پیش از آزمون یوسی‌پی (۱۹۹) گرفته شوند.